# NeXT
NeXT Computer, Inc. (nombre que se cambió por el de NeXT Software, Inc.) fue una empresa estadounidense de informática con sede en Redwood City, California, que desarrolló y fabricó una serie de estaciones de trabajo destinadas a la educación superior y las empresas. NeXT fue fundada en 1985 por el fundador de Apple, Steve Jobs, después de su renuncia forzada de Apple. NeXT introdujo el primer NeXT Computer en 1988 y el NeXTstation en 1990. Las ventas de los ordenadores NeXT eran relativamente bajas, con estimaciones de cerca de 50.000 unidades vendidas en total. Sin embargo, su innovador sistema operativo, NeXTSTEP, orientado a objetos de funcionamiento y entorno de desarrollo era muy influyente. NeXT se fusionó con Apple Inc. el 20 de diciembre de 1996, en una compra valorada aproximadamente en 375 millones de dólares, junto con 1,5 millones de acciones de Apple. El software desarrollado por Next es la base para el sistema operativo macOS, pero su esencia más pura puede encontrarse en un desarrollo posterior, creado también desde el mismo NeXTSTEP: iOS, el sistema operativo para el iPhone y la iPad.

## Historia

### 1987–1993: NeXT Computer

#### Primera generación

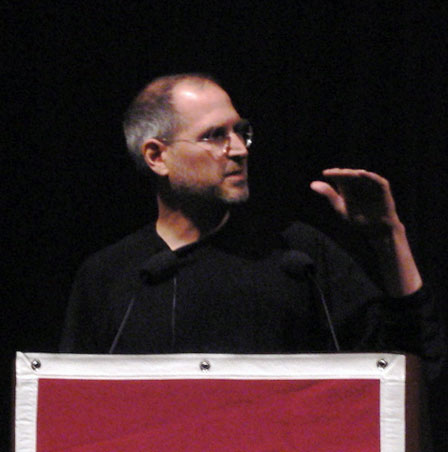
Steve Jobs, fundador de NeXT

El NeXT Computer fue usado por Tim Berners-Lee en el CERN y llegó a ser el primer servidor web del mundo. NeXT cambió su plan de negocios a mediados de 1986. La compañía decidió desarrollar el hardware y el software de un ordenador, en lugar de solo una estación de trabajo de gama baja. Un equipo dirigido por Avie Tevanian, que se había unido a la compañía después de trabajar como uno de los ingenieros del kernel Mach en la Carnegie Mellon University, desarrolló el sistema operativo NeXTSTEP. La división de hardware, dirigida por Rich Page, uno de los cofundadores que había dirigido previamente el equipo de Lisa de Apple, diseñó y desarrolló el hardware. La primera fábrica de NeXT se construyó en Fremont, California, en 1987. Fue capaz de producir 150 000 máquinas al año. La estación de trabajo de NeXT fue nombrada oficialmente NeXT Computer, aunque se refiere ampliamente como "el cubo", debido a su carcasa distintiva, un cubo de magnesio de 30cm x 30cm x 30cm, ordenado por Jobs y diseñado por el diseñador de la carcasa del Apple IIc Frogdesign.
Los prototipos de las estaciones de trabajo fueron presentadas con una gran ovación el 12 de octubre de 1988. Las primeras máquinas fueron probadas en 1989, después de que NeXT comenzara a venderlas a un número limitado de universidades con una versión beta del sistema operativo NeXTSTEP instalado. Inicialmente el ordenador de NeXT fue destinado a establecimientos de educación superior solo en Estados Unidos, con un precio base de 6500 dólares. La máquina fue extensamente revisada por las publicaciones especialazadas, concentrándose, en general, en el hardware. Cuando se le preguntó si estaba molesto porque el debut del equipo se retrasó durante meses, Jobs respondió: "¿Retrasado? ¡Este equipo está cinco años adelantado a su tiempo!".
La computadora de NeXT se basó en la nueva CPU de 25 MHz Motorola 68030. El chip RISC Motorola 88000 se tomó en consideración originalmente, pero no estaba disponible en cantidades suficientes. Se incluyeron entre 8 y 64 MiB de memoria de acceso aleatorio (RAM), 256 MB de disco magneto-óptico, 40 MB, 330 MB o 660 MB de disco duro, Ethernet 10Base-2, NuBus y una pantalla Megapíxels de 17 pulgadas en blanco y negro de 1120 por 832 píxeles. En 1989, una PC típica incluía de 640 KiB a 4 MiB de memoria RAM, una CPU 8086, 8088, 286 o 386, una pantalla de 640 × 350 píxeles de 16 colores o de 720 × 348 px monocroma, de 10 a 20 megabytes disco duro y la capacidad de usar algunas redes.
Las unidades magneto-ópticas fabricadas por Canon fueron utilizadas como el principal dispositivo de almacenamiento masivo. Estas unidades eran relativamente nuevas en el mercado, y la NeXT fue la primera computadora en usarlas. Eran más baratas que los discos duros (vírgenes especialmente: aunque cada una tuvo un costo de 150 dólares, las habituales negociaciones directas de Jobs consiguieron que Canon aceptara vendérselas por solo 50 dólares cada una), pero más lentas (con un tiempo medio de búsqueda de 96 ms). El diseño hace que sea imposible mover archivos entre ordenadores sin una red, ya que en cada ordenador NeXT había solo una unidad de MO y el disco no podía retirarse sin apagar el sistema. Las opciones de almacenamiento demostraron ser un reto para los primeros ordenadores NeXT. Los medios magneto-ópticos eran relativamente caros y había problemas de rendimiento y fiabilidad a pesar de ser más rápidos que una unidad de disco. El sistema no fue suficiente para funcionar como el medio principal en el que se ejecutase el sistema operativo NeXTSTEP tanto en términos de velocidad como de capacidad.
En 1989, NeXT llegó a un acuerdo para que el antiguo distribuidor Compaq vendiera ordenadores NeXT en los mercados de todos los países seleccionados. La venta a través de minoristas fue un gran cambio de modelo de negocio original de NeXT de solo vender directamente a los estudiantes e instituciones educativas. El fundador de BussinesLand, David Norman, predijo que las ventas de la computadora de NeXT superarían las ventas de ordenadores Compaq después de 12 meses.
En 1989, Canon invirtió 100 millones de dólares en NeXT, dándole una participación del 16,67% y haciendo que NeXT tuviera un valor de casi 600 millones de dólares. Canon invirtió en NeXT con la condición de que podría emplear el entorno de NeXTSTEP con sus propias estaciones de trabajo, lo que significaría un mercado ampliado en gran medida por el software. Finalmente, Canon dio a conocer una NeXTstation que utilizaba el procesador Intel GX para el mercado japonés. Canon también serviría como distribuidor de NeXT en Japón.
Los primeros ordenadores NeXT fueron lanzados en el mercado minorista en 1990, por 9.999 dólares. El primer inversor de NeXT Ross Perot renunció a la junta directiva en junio de 1991 para dedicar más tiempo a Perot Systems.

#### Segunda generación

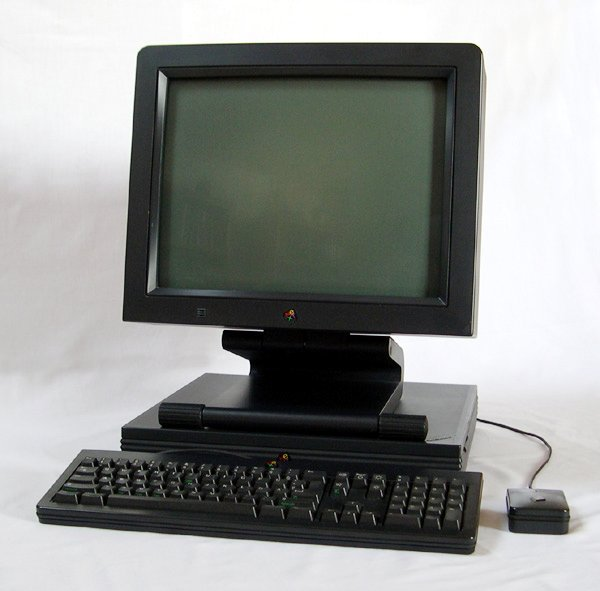
Un NeXTstation con teclado y ratón originales, monitor NeXT MegaPixel monocromático.

NeXT lanzó una segunda generación de estaciones de trabajo en 1990. La nueva gama incluía un NeXT computer revisado, un NeXTcube renombrado y la NeXTstation, apodada "la losa", que usaba una "pizza box". Jobs aseguró que el personal de NeXT no utilizó esa terminología para evitar que las máquinas de NeXT fueran comparadas con las estaciones de trabajo de Sun, su competencia. El disco magneto-óptico fue sustituido por una unidad de disquete de 2880 KiB para ofrecer a los usuarios una manera de emplear los disquetes. Sin embargo, los disquetes de 2880 KiB eran caros y la tecnología no sustituía el disquete de 1440 KiB. Al darse cuenta, en NeXT usaron la unidad de CD-ROM, lo que finalmente se convirtió en un estándar para la industria del almacenamiento. Los gráficos en color estarían disponibles en la NeXTstation Color y el procesador gráfico NeXTdimension en la NeXTcube. Las nuevas computadoras eran más baratas y más rápidas que sus predecesoras, con el nuevo procesador Motorola 68040.
En 1992, NeXT lanzó "Turbo", variante de la NeXTcube y NeXTstation con el procesador 68040 de 33 MHz y con la memoria RAM aumentada hasta 128 MiB. El objetivo de NeXT a largo plazo era migrar a la arquitectura RISC (Reduced Instruction Set Computing), una estrategia de diseño de procesadores con la intención de aumentar el rendimiento. El proyecto se conoció como la próxima estación de trabajo RISC (NRW). Inicialmente, el NRW debía basarse en el procesador Motorola 88110, pero debido a la falta de confianza en el compromiso de Motorola con la arquitectura de 88k, fue rediseñado más tarde. NeXT produjo algunas placas base y cajas, pero salió del negocio del hardware antes de la producción completa.
NeXT vendió 20.000 equipos en 1992, una cantidad pequeña en comparación con sus competidores. La compañía reportó ventas de $140 millones en 1992, alentando a Canon a invertir otros $30 millones para mantener la empresa a flote. En total, se vendieron 50.000 máquinas de NeXT.

#### Aplicaciones de Software
Muchos desarrolladores utilizaron la plataforma de NeXT para escribir programas pioneros. Tim Berners-Lee usó un NeXT Computer en 1991 para crear el primer navegador y el servidor web.

Mike Sendall compró un NeXTcube para la evaluación, y se lo dio a Tim [Berners-Lee]. La implementación del prototipo de Tim en NeXTStep se hizo en pocos meses, gracias a las cualidades del sistema de desarrollo de software NeXTStep. ¡Este prototipo ofrecía navegación / escritura WYSIWYG! Los navegadores web actuales utilizados para "navegar por Internet" no son más que ventanas pasivas, privando al usuario de la posibilidad de contribuir. Durante algunas sesiones en la cafetería del CERN, Tim y yo tratamos de encontrar un nombre para el sistema de captura. Estaba decidido de que el nombre no se debería tomar de la mitología griega. Tim propuso "World-Wide Web". Me gustó mucho esa idea, solo que es difícil de pronunciar en francés ...
Robert Cailliau, 2 de noviembre de 1995

A principios de 1990 John Carmack usó una NeXTcube para la construcción de dos de sus juegos pioneros, Wolfenstein 3D y Doom. Otros programas comerciales fueron lanzados para ordenadores NeXT, incluyendo el programa de hojas de cálculo Lotus Improv y Mathematica. El sistema también tenía una serie de pequeñas aplicaciones incorporadas, tales como el Diccionario Merriam-Webster Collegiate, Citas de Oxford, las obras completas de William Shakespeare y el motor de búsqueda Digital Librarian para acceder a ellos.

#### 1993–1996: El software de NeXT
NeXT comenzó a transportar el sistema operativo NeXTSTEP a los PC compatibles con el procesador Intel 486 en 1992 NeXTSTEP 3.x fue portado posteriormente a PA-RISC. El sistema operativo fue portado a la arquitectura de Intel debido a un cambio en la estrategia de negocio de NeXT. A finales de 1993 este port fue completado y se lanzó la versión 3.1, también conocida como NeXTSTEP 486. Antes del lanzamiento de NeXTSTEP, Chrysler planeaba comprar 3000 ejemplares en 1992. NeXTSTEP 3.x fue portado más tarde a las plataformas basadas en PA-RISC y SPARC, con un total de cuatro versiones: NeXTSTEP / NEXT ( para las "cajas negras" con 68k de NeXT), NeXTSTEP / Intel, NeXTSTEP / PA-RISC y NeXTSTEP / SPARC. Si bien estos puertos no se utilizaron ampliamente, NeXTSTEP ganó popularidad en instituciones como Primer NBD Chicago, Swiss Bank Corporation, O'Connor and Company y otras organizaciones debido a su modelo de programación. También fue empleado por muchas agencias federales estadounidenses, como el Laboratorio de Investigación Naval, la Agencia de Seguridad Nacional, la Advanced Research Projects Agency, la Agencia Central de Inteligencia y la Oficina Nacional de Reconocimiento.
NeXT se retiró del negocio de hardware en 1993, y la compañía cambió su nombre a NeXT Software Inc. Posteriormente, 300 de los 540 empleados fueron despedidos. NeXT negoció la venta del negocio de hardware, incluyendo la fábrica de Fremont a Canon. Más tarde, Canon se retiró de la oferta. El trabajo en las máquinas PowerPC fue detenido junto con toda la producción de hardware. El CEO de Sun Microsystems, Scott McNealy, anunció planes para invertir $10 millones en 1993 y utilizar el software de NeXT (OpenStep) en los sistemas de Sun en el futuro. NeXT se asoció con Sun para crear OpenStep, que fue un NeXTSTEP basado en el kernel Mach. Después de dejar el negocio del hardware, NeXT regresó vendiendo un conjunto de herramientas para funcionar en otros sistemas operativos, volviendo al plan de negocios original. Se lanzaron los nuevos productos basados en OpenStep, incluyendo OpenStep Enterprise, una versión para Windows NT. La compañía también lanzó WebObjects, una plataforma para la construcción de grandes aplicaciones web dinámicas. Muchas grandes empresas, como Dell, Disney, WorldCom y la BBC, usaron WebObjects. Apple todavía lo utiliza en la iTunes Store y en la mayor parte de su web corporativa.

#### 1996: Después de NeXT
En diciembre de 1996 Apple Computer anunció su intención de adquirir a NeXT.  Apple pagó $429 millones de dólares en efectivo, que fueron directamente a los inversionistas iniciales, y 1.5 millones en acciones de Apple para Steve Jobs (de acuerdo al trato, deliberadamente no se le pagó a Steve Jobs en efectivo).  El propósito principal de la adquisición de NeXT fue usar a NeXTSTEP como base para reemplazar el obsoleto Mac OS, en lugar de elegir al sistema BeOS o el Copland aún en desarrollo. Jobs regresó a Apple como un consultor en 1997 y, en el mismo año, después del fin de semana del 4 de julio se convirtió en el CEO interino.  Para el año 2000, Steve Jobs tomó el cargo de CEO como puesto permanente.
Cuando Steve Jobs reestructuró la mesa directiva de la compañía, muchos de los ejecutivos de NeXT reemplazaron a sus contrapartes de Apple. En los siguientes cinco años, el sistema operativo NeXTSTEP fue portado a la arquitectura PowerPC. Al mismo tiempo, se produjo una migración para la plataforma Intel y se desarrolló un conjunto de herramientas OpenStep de tipo empresarial. El nombre en código para el nuevo sistema operativo fue Rhapsody, mientras que el conjunto de herramientas para el desarrollo en todas las plataformas fue llamado "Yellow Box". Para ofrecer compatibilidad retrógrada, Apple agregó la "Blue Box" al Macintosh, permitiendo a las aplicaciones mac ya existentes ser ejecutadas en un ambiente cooperativo multitarea autocontenido.
En 1999 se liberó una versión del sistema operativo para servidor, la Mac OS X Server 1.0, mientras que la primera versión dirigida al consumidor fue publicada en 2001 bajo el nombre de Mac OS X 10.0. Por su parte, las herramientas de desarrollo OpenStep fueron renombradas como Cocoa, y el conjunto de herramientas Blue Box –presentes en Rhapsody– tomaron el nombre de Ambiente Classic. Apple incluyó una versión actualizada de la caja de herramientas original del Macintosh, la cual denominó Carbon, la cual permitió a las aplicaciones Mac existentes el acceder al ambiente sin las limitaciones de la Blue Box. Algunas de las características de la interfaz de NeXSTEP fueron usadas en Mac OS X, incluyendo el Dock, el menú de Servicios, la vista en modo "navegador" del Finder y el texto del sistema NSText.
Las capacidades del sistema NeXTSTEP, respecto a ser independendiente del tipo de procesador, fueron conservadas en Mac OS X, lo que llevó a que existieran versiones PowerPC como Intel x86, aunque solo las versiones PowerPC fueron públicas hasta el año 2006. En agosto de 2006 Apple comenzó la transición hacia los procesadores de Intel.
Para enero de 2013, el antiguo campus de NeXT ubicado en 3475 Deer Creek Road, en Palo Alto, es usado por SAP AG, compañía alemana dirigida al software corporativo para el manejo de operaciones de negocios y de relaciones con los clientes.

## NeXT Computer
Poco tiempo después de que NeXT, Inc. fuera fundado por Steve Jobs, Apple inició un pleito contra la compañía. En enero de 1986 las dos partes lograron un acuerdo extrajudicial por el que NeXT quedó restringida solo al mercado de las estaciones de trabajo.
A mediados de 1986 estaba claro que no existía un sistema operativo capaz de soportar las herramientas de desarrollo presentadas, por lo menos no a nivel de ordenadores personales. En vez de hacer y vender una máquina, el plan de negocios cambió a hacer y vender las máquinas completas que funcionaran con un sistema operativo basado en Unix y Mach.
El sistema operativo sería creado por un equipo dirigido por Avie Tevanian, uno de los desarrolladores de Mach en la Carnegie Mellon University que había entrado en la compañía. La división del hardware fue conducida por Rich Page, un veterano de Apple que había diseñado Lisa. El nombre de la compañía fue cambiado a NeXT Computer Inc..
En 1987, NeXT terminó la construcción de una fábrica totalmente automatizada en Fremont para su primer producto, el NeXTcube. Las historias sobre las demandas de Jobs para la fábrica y el cubo ahora son leyenda, incluyendo el repintar la fábrica varias veces para conseguir el color gris correcto, y la aplicación de una serie de cambios en la cadena de producción que traían una pérdida de tiempo, de modo que la costosa caja de magnesio del cubo tuviera bordes en ángulo recto perfectos.
Otro ejemplo de las dificultades presentadas fue escoger las unidades de almacenamiento. Cuando la mayoría de las máquinas incluía discos duros de 20 o 40 MB, la mayoría del software (incluyendo el sistema operativo) era cargado usando disquetes. Incluso al final de 1980 este comenzaba a ser un verdadero problema, y el usuario necesitaba una enorme cantidad de disquetes para cargar la gran cantidad de aplicaciones.
Esto era más que un problema para NeXT. Incluso los discos duros no daban solución al problema porque el Sistema operativo era de varias decenas de MB, y el conjunto de disquetes necesarios para cargarlo sería más grande que la máquina. Unidades de disco duro más grandes estaban disponibles pero eran terriblemente costosas. Una unidad grande de 640MB costaba $5000.
Una de las decisiones controvertidas de Steve Jobs era que los equipos NeXT tuvieran el acabado de un equipo de música de gama alta, lo que fue desaconsejado por varios colaboradores, pero que finalmente se llevó a cabo y causaba que los equipos se encarecieran notablemente.